# Fred Noczynski
Fred Noczynski (* 25. August 1939 in Magdeburg; † 16. Juni 2020) war ein deutscher Regisseur und Drehbuchautor, der für mehrere Fernsehproduktionen, vor allem des Deutschen Fernsehfunks (DFF) und des Zweiten Deutschen Fernsehens (ZDF), tätig war. In erster Linie führte er bei Fernsehfilmen für Kinder und Jugendliche Regie. Bei einigen Jugendfilmen wirkte er als Autor bzw. Co-Autor an der Herstellung des Drehbuchs mit.

## Filmografie (Auswahl)

### Regie
- Die Dienstfahrt. DFF, 1968.
- Bach in Arnstadt. DFF, 1972.
- Karlemanns Brücke. DFF, 1975.
- Zwillinge oder Nimm dir ein Beispiel an Evelin. DFF, 1979.
- Tiefer blauer Schnee. DFF, 1981.
- Die Sprache der Vögel. DFF, Matthias-Film, 1991.
- E-m@il an Gott. Pro 7, Novamedia, Scorpio Production, 1991. (Zusammen mit Bernd Böhlich)
- Vaters Hochzeit, Folge 26 in der Fernsehreihe „Achterbahn“. ZDF, 1994.
- Der Andere, Folge 33 in der Fernsehreihe „Achterbahn“. ZDF, 1994.

### Drehbuch
- Tiefer blauer Schnee. DFF, 1981.
- Weiße Kreide für Franziska. DFF, 1989.
- Die Sprache der Vögel. DFF, Matthias-Film, 1991.

## Ehrungen
- 1995 Deutscher Jugendvideopreis in der Kategorie „Videos für Kinder“ für Die Sprache der Vögel